# Raúl Sánchez
Raúl Sánchez (Valparaíso, 26 ottobre 1933 – 28 febbraio 2016) è stato un calciatore cileno, di ruolo difensore.